# Martin Pecina (typograf)
Martin Pecina (* 12. ledna 1982) je český typograf, knižní grafik, spisovatel a vítěz soutěže MasterChef Česko 2022.

## Život
Vystudoval grafický design na Střední uměleckoprůmyslové škole v Uherském Hradišti a na Univerzitě Tomáše Bati ve Zlíně, kde absolvoval odbornou příručkou Knihy a typografie.

## Dílo
Jako grafický designér se začal živit v roce 2002, od roku 2007 pracuje na volné noze, především na zakázkách z oblasti typografie a knižní grafiky, za které několikrát získal 1. místo v soutěži o Nejkrásnější české knihy roku. Je mimo jiné autorem grafické úpravy knih současných českých autorek a autorů (Bianca Bellová, Petra Soukupová, Jakuba Katalpa, Jan Němec), Kosatíkovy masarykovské biografie Jiný T. G. M., posledního souborného knižního i časopiseckého vydání komiksu Rychlé šípy či dalších publikací ze světa Jaroslava Foglara, například sběratelského vydání Stínadelské trilogie. Od roku 2004 publikuje převážně o typografii a grafickém designu na internetu i v českém a zahraničním odborném tisku (Typo, Font, Host, Designum, Novum, 2+3D a další). Napsal básnickou sbírku Perverše (2010), typografickou publikaci Knihy a typografie (2011), foglarovskou bibliofilii Tajemství Velkého Fonta (2021) a kuchařskou knihu Jazyk, srdce, mozek, krev (2023), nominovanou na literární cenu Magnesia Litera v kategorii Litera za nakladatelský čin. Účinkuje v televizním cyklu Identita – příběh českého grafického designu a v celovečerním snímku Identita: Film o českém grafickém designu, určeném pro zahraniční i tuzemské publikum. Mimo grafický design se věnuje volné grafice, zejména sítotisku.

## MasterChef Česko 2022
V roce 2022 se Pecina zúčastnil 6. řady reality show MasterChef Česko, kde ve finále zvítězil se svým menu inspirovaným tradiční moravskou zabijačkou. Vítěznou trofej obratem daroval synovi svého soupeře, o peněžní odměnu se rozdělil se zbylými dvěma finalistkami a vůči formátu show se v médiích několikrát vymezil.